# 순창초등학교
순창초등학교는 대한민국 전북특별자치도 순창군 순창읍 순화리에 있는 초등학교다.

## 학교 연혁
- 1908년 8월 23일 사립 순화학교 설립
- 1911년 9월 11일 순창공립보통학교 개교
- 1938년 4월 1일 순창제일공립심상소학교 개칭
- 1941년 4월 1일 순창서공립국민학교 개칭
- 1945년 8월 15일 순창국민학교로 개칭
- 1951년 6월 5일 순창동국민학교(8학급) 분리
- 1970년 3월 2일 순창중앙국민학교(6학급) 분리
- 1985년 12월 24일 병설유치원 개원
- 2006년 6월 20일 농어촌현대화 시범학교 교실 증, 개축
- 2017년 9월 1일 제19대 강신원 교장 부임
- 2018년 2월 9일 제107회 졸업식(남 :37명, 여:26명, 계:63명 졸업생 : 12.021명
- 2018년 3월 2일 초등학교 17학급(342명), 유치원 3학급(56명)
- 2019년 2월 13일 제108회 졸업식(남:28명, 여:23명, 계 51명 졸업생 : 12,064명
- 2019년 3월 4일 초등학교 17학급 (357명), 유치원 3학급(51명)
- 2020년 2월 13일 제109회 졸업식(남:32명, 여:38명, 계 70명 졸업생 : 12,134명)
- 2020년 4월 20일 초등학교 16학급 (333명), 유치원 3학급(54명)

## 참고 자료
- 순창초등학교 - 한국교육학술정보원 학교알리미